# Artificial Intelligence (rivista)
Artificial Intelligence (abbreviazione AIJ) è una rivista accademica peer-reviewed dedicata all'intelligenza artificiale. È stata fondata nel 1970 ed è pubblicata da Elsevier. La rivista è considerata tra le più importanti nel campo ed è indicizzata e inclusa nei database Scopus e Science Citation Index. Il fattore di impatto per il 2023 è di 5.1. Gli attuali Editor-in-Chief sono Michael Wooldridge e Sylvie Thiébaux.